# Allée des Célébrités de Łódź
L'allée des Célébrités de Łódź est une allée rendant hommage aux célébrités du cinéma polonais, sur le même principe que les étoiles d'Hollywood. Elle a été créée en 1998.

## Liste des étoiles
- Jadwiga Andrzejewska - actrice
- Jerzy Bossak - réalisateur
- Zbigniew Cybulski - acteur
- Aleksander Ford - réalisateur
- Janusz Gajos - acteur
- Wojciech Has -  réalisateur
- Jerzy Hoffman - réalisateur
- Agnieszka Holland - réalisatrice
- Gustaw Holoubek - acteur
- Krystyna Janda - actrice
- Jerzy Kawalerowicz -  réalisateur
- Krzysztof Kieślowski - réalisateur
- Wojciech Kilar - compositeur
- Marek Kondrat - acteur
- Krzysztof Kowalewski - acteur
- Henryk Kluba - réalisateur
- Bogumił Kobiela - acteur
- Henryk Kuźniak - compositeur
- Tadeusz Łomnicki - acteur
- Jan Machulski - acteur
- Juliusz Machulski - réalisateur
- Roman Mann -  chef décorateur
- Andrzej Munk - réalisateur
- Pola Negri - actrice
- Leon Niemczyk - acteur
- Daniel Olbrychski - acteur
- Cezary Pazura - acteur
- Franciszek Pieczka - acteur
- Roman Polanski - réalisateur
- Wojciech Pszoniak - acteur
- Włodzimierz Puchalski - réalisateur
- Anatol Radzinowicz - chef décorateur
- Jan Rybkowski- réalisateur
- Zbigniew Rybczyński - réalisateur
- Zygmunt Samosiuk - directeur de la photographie
- Andrzej Seweryn - acteur
- Piotr Sobociński - directeur de la photographie
- Witold Sobociński - directeur de la photographie
- Danuta Szaflarska - actrice
- Jerzy Toeplitz - fondateur de l'École nationale de cinéma de Łódź
- Beata Tyszkiewicz - actrice
- Andrzej Wajda -  réalisateur
- Stanisław Wohl - directeur de la photographie
- Jerzy Wójcik - directeur de la photographie
- Tadeusz Wybult - chef décorateur
- Zbigniew Zamachowski - acteur
- Krzysztof Zanussi -  réalisateur
- Zbigniew Zapasiewicz - acteur